# Place de l'Estrapade
Pour l’article homonyme, voir Place de l'Estrapade (Toulouse).
La place de l'Estrapade est une voie située dans le 5e arrondissement de Paris, marquant la limite du quartier du Val-de-Grâce et de la Sorbonne.

## Situation et accès
Elle est située à la jonction de la rue de l'Estrapade avec les rues Lhomond et des Fossés-Saint-Jacques.

## Origine du nom
La place tient son nom du supplice de l'estrapade, qui était une peine infligée aux soldats déserteurs jusqu'à la fin du XVIIIe siècle,.

## Historique

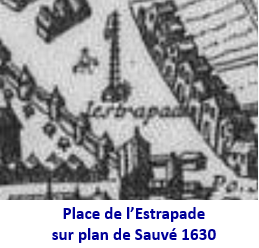
Place de l'Estrapade sur le plan Sauvé de 1630.

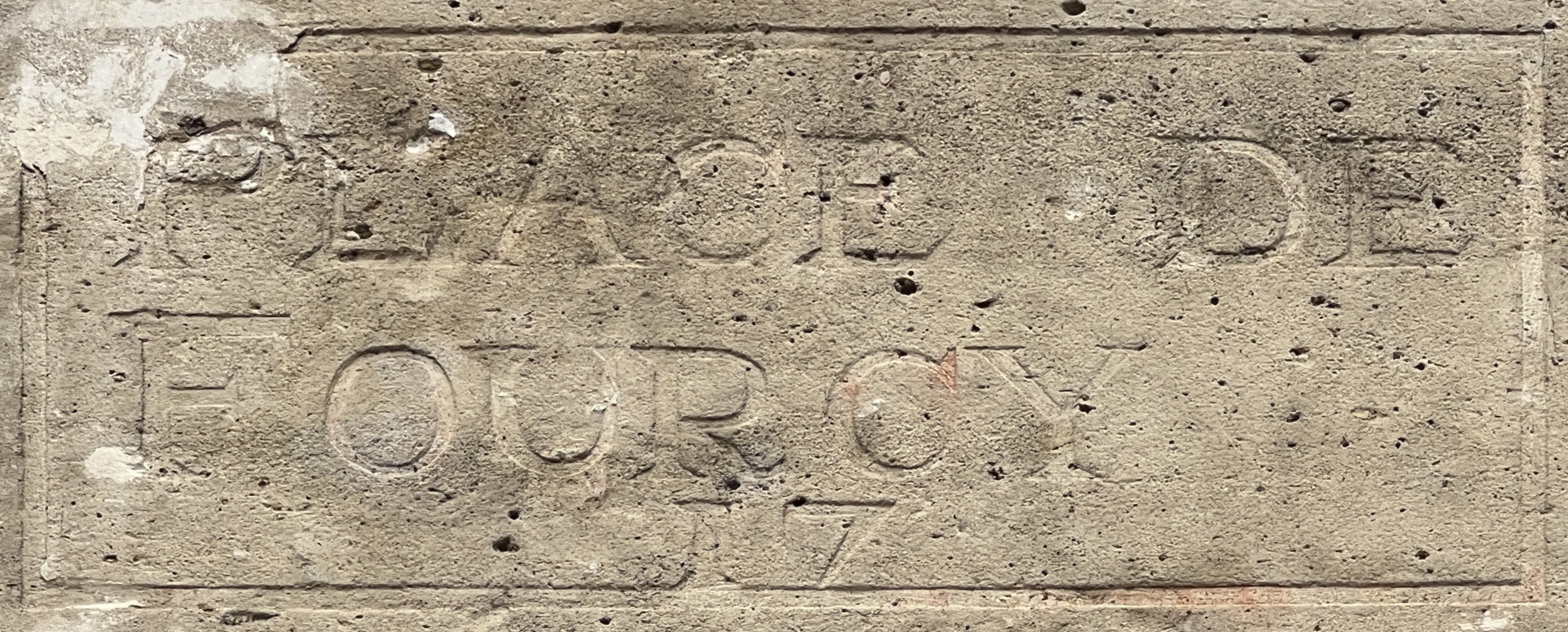
Ancien nom.

Cette place était située à l'extérieur du fossé du mur d'enceinte de Philippe Auguste supprimé dans la première moitié du XVIe siècle, entre la porte Saint-Jacques à l'angle de la rue Saint-Jacques et de la rue Soufflot et la porte Bordet à l'angle des actuelles rues Descartes et Thouin.
Lieu du supplice de l'estrapade jusqu'en 1687, la place est rénovée peu après la destruction de la porte Saint-Jacques. L'instrument de torture est alors déplacé au marché aux chevaux,. Il est possible qu'elle ait été le lieu d'exécutions publiques de protestants pendant les violences religieuses du XVIe siècle, car l'estrapade était populaire contre les huguenots,. L'estrapade qui était également le supplice infligé aux soldats déserteurs fut aboli par Louis XVI en 1776.
Lors des Journées de Juin, le général Édouard Damesme est mortellement blessé en attaquant la barricade dressée sur la place.
Elle a également porté les noms de « carrefour de Braque », du nom d'un jeu de paume, et « place Neuve-de-Fourcy », du nom d'Henri de Fourcy, le prévôt des marchands qui l'a rénovée,. Le « Temple de Jérusalem », lieu de rassemblement des protestants, faisait face au jeu de paume. En 1562, il est pillé et incendié.

## Bâtiments remarquables et lieux de mémoire
Du XIIe siècle au XVIIe siècle, la porte Papale de l’abbaye Sainte-Geneviève est située « place de la Vieille-Estrapade ».
Au XVIIe siècle se tenait sur la place le bureau central des falots du quartier. On pouvait louer les services d’un homme chargé de vous éclairer jusqu’à chez vous, à l’aide d’une lanterne.
- No 1, Maison Moreau, du nom du maître d'œuvre de la construction, Sylvain Moreau. L'architecte de cet immeuble de 1775-1776 est François Soufflot, dit le Romain, qui y habita. François Soufflot est le cousin de Jacques-Germain Soufflot, architecte de l'église Saint-Geneviève, actuel Panthéon. Le sculpteur David d'Angers y habitait lors de la réalisation du fronton du Panthéon en 1837[12].
- Le milieu de la place est occupé par une fontaine et un espace planté d'arbres.
- No 15 : sous la Révolution et le Premier Empire, il y  avait, à ce numéro, la caserne de l'Estrapade qui fut détruite lors du réaménagement de la place.
- Nos  inconnus :
  - à la fin du XVIIIe siècle : « théâtre des Muses », où étaient célébrés les anniversaires nationaux. On y jouait, aussi, des symphonies et des danses[13].
  - Joseph Vernet y vécut[13].

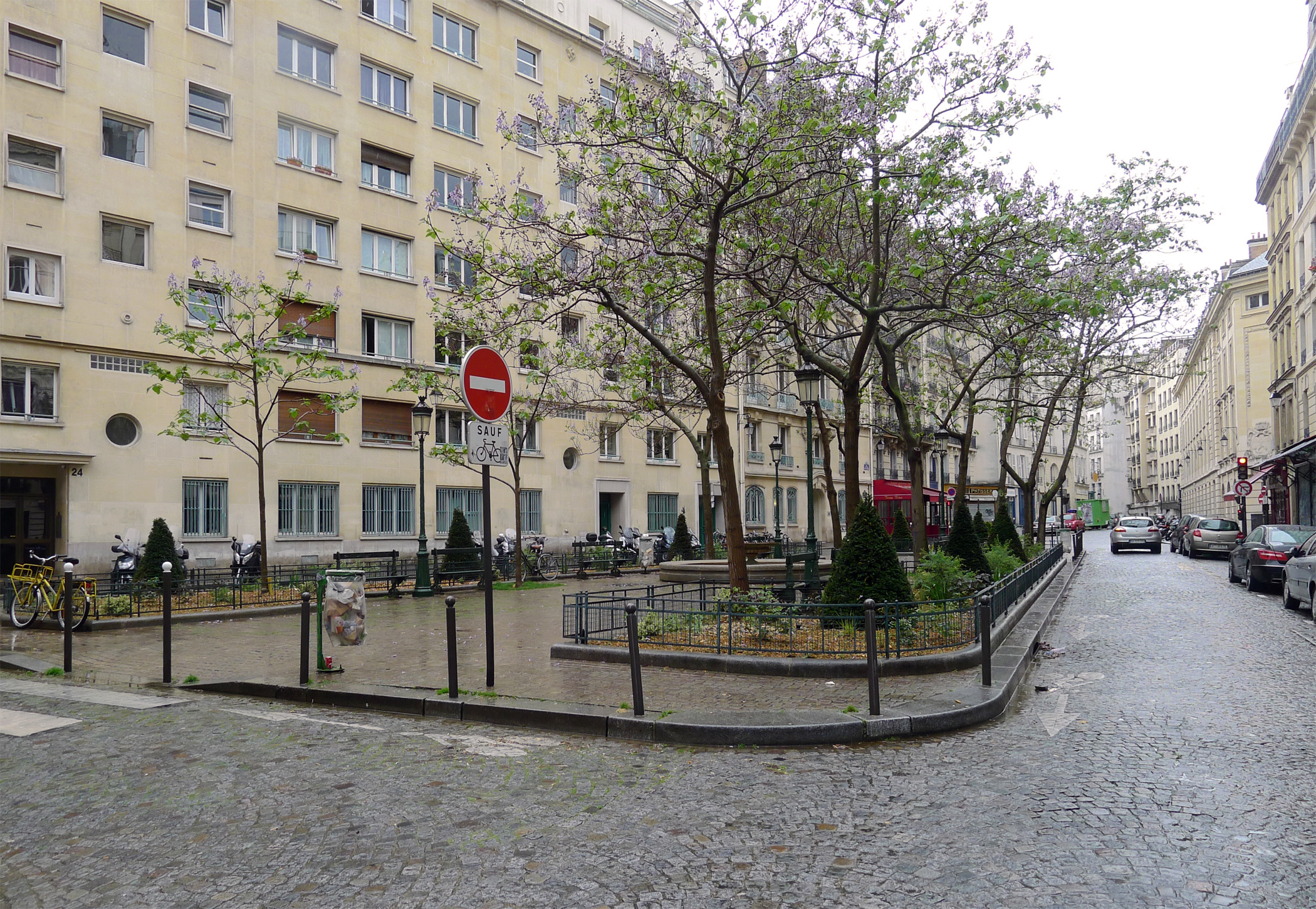
Place vue depuis la rue de l'Estrapade.
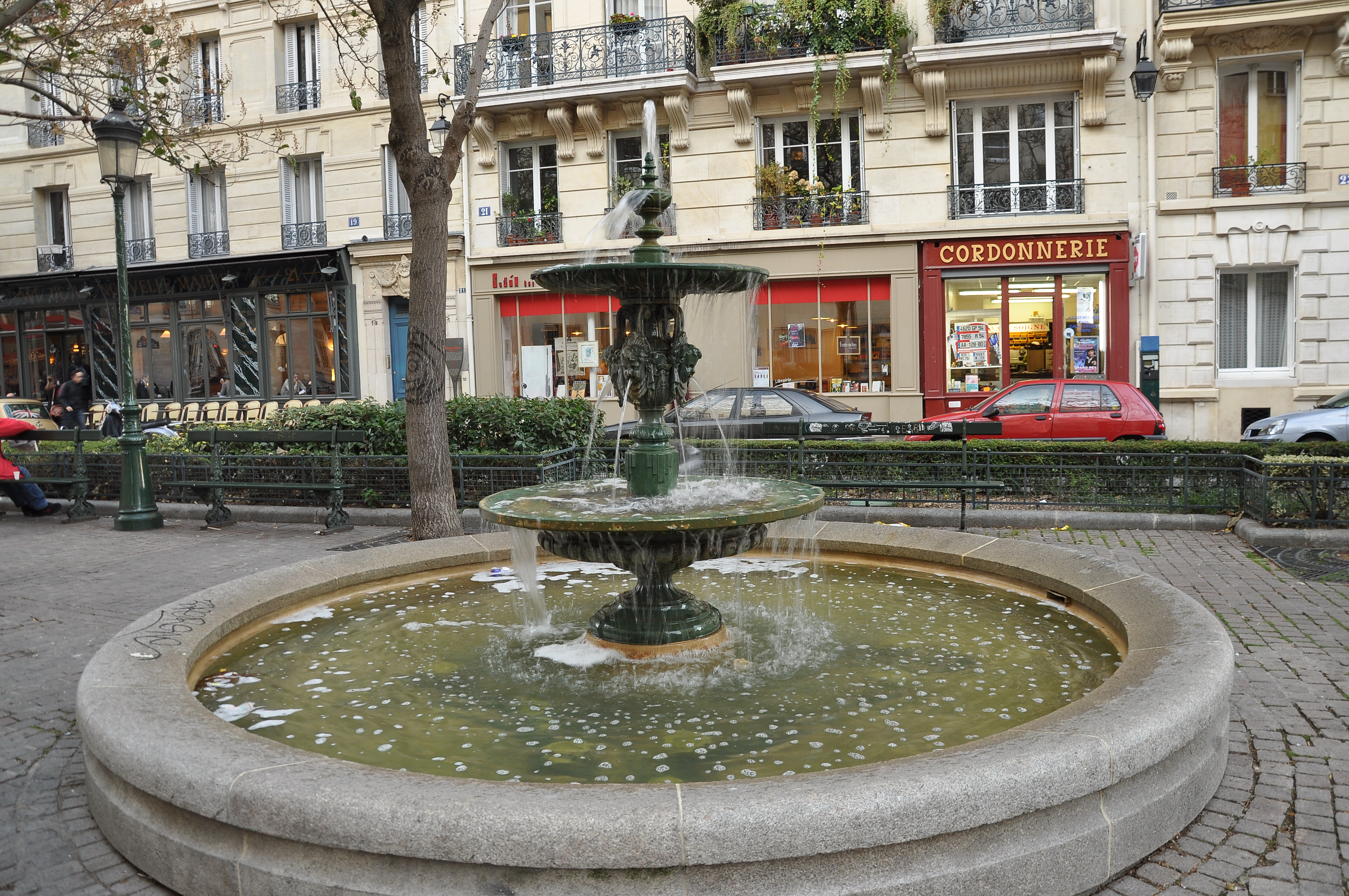
Fontaine sur la place.
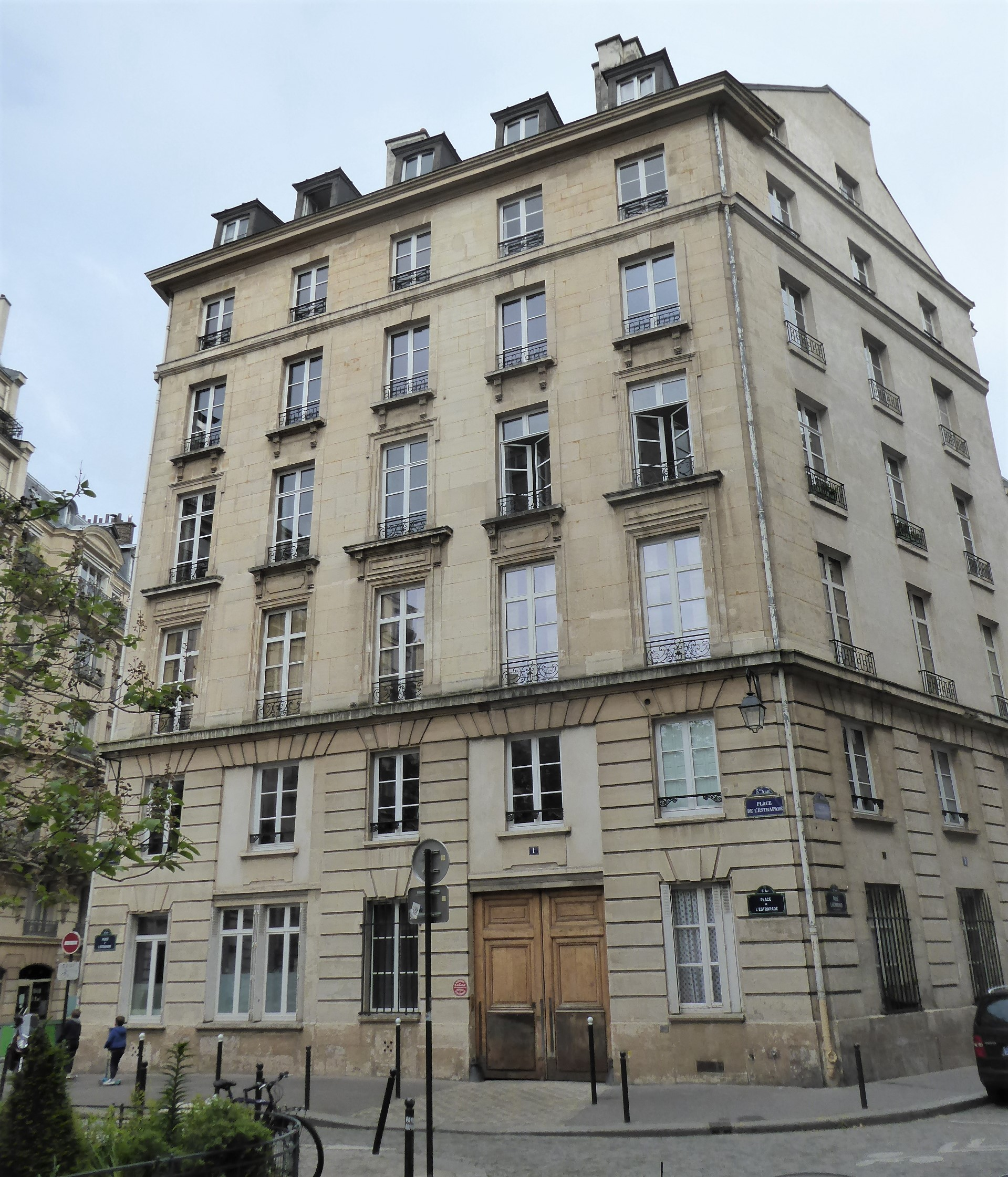
Le no 1, place de l'Estrapade.

## La place dans l'audiovisuel
En 2008, la place est utilisée dans le film Les Derniers jours du monde des frères Larrieu.
Dans la série Emily in Paris, l'héroïne éponyme habite au cinquième étage du no 1, la Maison Moreau.
En 2023, la première partie du film The Killer s'y déroule.